# بينغ كوغلين
بينغ كوغلين هو رسام كارتون كندي، ولد في 7 أكتوبر 1905 في أوتاوا في كندا، وتوفي في 12 فبراير 2000 في Springfield Township, Delaware County, Pennsylvania ‏ في الولايات المتحدة.